# Semtex design

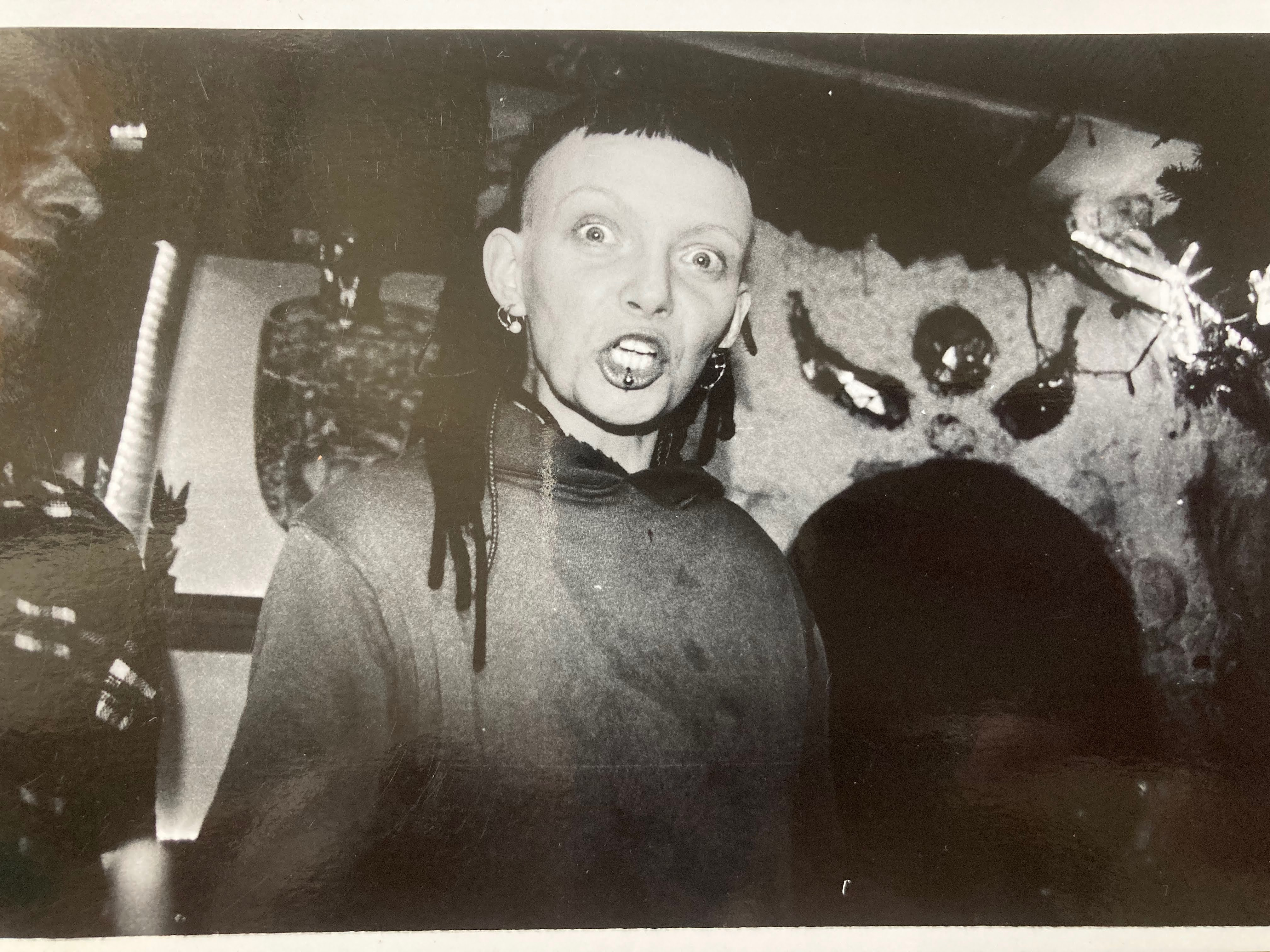
Semtex design

Semtex design, vlastním jménem Kateřina van Houte, (5. prosince 1978 Praha – 10. srpna 2008 Amsterdam) byla česká básnířka, malířka, cestovatelka a aktivistka. Patřila k výrazným osobnostem pražského undergroundu a amsterdamského squatterského hnutí. V roce 2000 získala Cenu Dannyho Smiřického pro mladé autory v kategorii poezie. Byla také absolventkou AKI – Academie voor Kunst en Industrie v nizozemském Enschede.

## Životopis

### Od dětství k tragickému konci
Kateřina van Houte vyrůstala v Praze. Její život zásadně ovlivnila smrt matky, když jí bylo sedm let. Od té doby žila převážně u prarodičů. S dědečkem, československým diplomatem a předním ekonomem, procestovala řadu zemí a ovládala čtyři jazyky. Jako dvanáctiletá byla u toho, když v Moskvě začal převrat. Po smrti dědy, v devatenácti letech, odjela do Amsterdamu, kde se živila pouličním uměním na Leidseplein a poprvé se zapojila do squatterské komunity kolem squatu Onze Lieve Vrouwe Gasthuis (OLVG). V roce 2000 se provdala za nizozemského hudebníka Pietra, se kterým žila střídavě v Rotterdamu, Belgii, Berlíně a Amsterdamu. Nejprve ve squatu Kiekensfabriek ("Villa Friekens"), poté s přáteli na statku u Landsmeeru. Jejich domovem se stal squat ADM v Amsterdamu, kde se narodil jejich syn Storm.
Po návratu do Prahy v roce 2007 se účastnila místní squatterské scény. V dubnu 2008 jí byla diagnostikována rakovina v pokročilém stádiu, na kterou zemřela 10. srpna 2008 na ADM v Amsterdamu.

### Umělecká tvorba
Van Houte psala poezii od svých patnácti let. Její básnická sbírka Kinky Ink nebyla za jejího života oficiálně vydána. Věnovala se také malbě, fotografii a spolupracovala na kulturních a komunitních projektech na ADM.

### Spor o užití díla
V roce 2015 vydala česká výtvarnice a komiksová autorka Toy Box v nakladatelství Labyrint knihu Moje kniha Vinnetou, která na 43 stranách obsahuje básně ze sbírky Kinky Ink. Kniha vznikla po smrti Semtex design prý bez vědomí pozůstalých a k užití díla neexistuje žádná licence. V komiksu není navíc jméno Semtex design uvedeno v tiráži knihy. Toy Box je naopak uvedená jako autorka všech textů. Rodina se o knize dozvěděla náhodou v roce 2020. Podle rodiny Kateřiny van Houte a právníka Rudolfa Lešky šlo o neoprávněné užití dosud nepublikovaného díla, na které se nevztahuje citační licence. Leška pro server iRozhlas uvedl, že „díla, která nebyla zveřejněna, nelze citovat vůbec, ani když bude řádně uveden autor“. Autorka knihy Toy Box uvedla, že publikace vznikla v souladu s vůlí Semtex design, což pozůstalí odmítli. Případ nebyl řešen soudní cestou, vyvolal však mediální debatu o etice uměleckého zpracování cizích životních příběhů a užití nezveřejněných děl. 